# (38120) 1999 JN39
1999 JN39 (asteroide 38120) é um asteroide da cintura principal. Possui uma excentricidade de 0.20246000 e uma inclinação de 2.83746º.
Este asteroide foi descoberto no dia 10 de maio de 1999 por LINEAR em Socorro.